# 포켓몬 컨시어지
《포켓몬 컨시어지》는 포켓몬 컴퍼니의 《포켓몬스터》 프랜차이즈에 기반한 일본의 스톱 모션 애니메이션이다. 2023년 12월 28일 넷플릭스를 통해 방영했다.

## 출연진
| 인물     | 한국어 | 일본어          | 영어          |
| -------- | ------ | --------------- | ------------- |
| 하루     | 사문영 | 논              | 캐런 후쿠하라 |
| 알리사   | 김예령 | 파이루즈 아이   | 이마니 하킴   |
| 타일러   | 한신   | 에이타 오쿠노   | 조시 키턴     |
| 와타나베 | 리미나 | 요시코 다케무라 | 로리 앨런     |
| 나오     | 차영희 | 마츠다 리사에   | 닉 피셔       |

## 제작
2023년 2월, 포켓몬의 날 발표회에서 넷플릭스를 통해 방영될 스톱 모션 텔레비전 애니메이션이 제작중이라고 공지했다. 포켓몬 컴퍼니가 드워프 애니메이션 스튜디오스와 협력제작했다.

### 내용주
1. ↑  영어: Pokémon Concierge, 일본어: ポケモンコンシェルジュ

### 참조주
1. ↑  Moraeu, Jordan (2023년 2월 27일). “'Pokémon Concierge' Animated Series Coming to Netflix”. 《Variety》. 2023년 2월 27일에 원본 문서에서 보존된 문서. 2023년 2월 27일에 확인함.